# Горня Прекопа
Горня Прекопа (словен. Gornja Prekopa) — поселення в общині Костанєвиця-на-Кркі, Споднєпосавський регіон, Словенія. Висота над рівнем моря: 160,4 м.